# Rantabe
Rantabe is een plaats en commune in het oosten van Madagaskar, behorend tot het district Maroantsetra, dat gelegen is in de regio Analanjirofo. Tijdens een volkstelling in 2001 telde de plaats 19.500 inwoners.
Bij de plaats bevindt zich een rivierhaven. De plaats biedt naast lager onderwijs ook middelbaar onderwijs aan. 82 % van de bevolking werkt als landbouwer en 6 % verdient zijn brood als visser. De belangrijkste landbouwproducten zijn rijst en vanille; andere belangrijke producten zijn koffie en kruidnagelen. Verder is 12% actief in de dienstensector.